# کجیلیونر
کجیلیونر (انگلیسی: Kajillionaire) یک فیلم کمدی-درام محصول ۲۰۲۰ به نویسندگی و کارگردانی میراندا ژوئیه است. در این فیلم ایوان ریچل وود، ریچارد جنکینز، دبرا وینگر، جینا رودریگز و مارک ایوانیر به ایفای نقش می‌پردازند.
اولین نمایش جهانی فیلم در ۲۵ ژانویه ۲۰۲۰ در جشنواره فیلم ساندنس انجام شد. فیلم در ۱۶ اکتبر ۲۰۲۰ به دنبال ویدئو هنگام درخواست در ۲۵ سپتامبر ۲۰۲۰ توسط فوکس فیچرز در سینماها اکران شد